# Faiq Bolkiah
Faiq Jefri Bolkiah (* 9. Mai 1998 in Los Angeles, Kalifornien, USA) ist ein bruneiisch-US-amerikanischer Fußballspieler.

## Karriere

### Verein
Bolkiah begann in der Jugend des AFC Newbury und des FC Southampton, bevor er 2013 von Talentspähern des FC Chelsea zum englischen Spitzenverein geholt wurde. Nach drei Jahren wechselte er zum englischen Premier-League-Verein Leicester City, für deren Jugend- bzw. Nachwuchsmannschaft er hin und wieder eingesetzt wurde. Im Herbst 2020 wechselte er zum portugiesischen Erstligaklub CS Maritimo Funchal, bei dem er bis Dezember 2021 unter Vertrag stand. Der Verein aus Funchal spielte in der ersten Liga des Landes, der Primeira Liga. In der ersten Mannschaft kam er nicht zum Einsatz. Dreimal spielte er für die zweite Mannschaft, die in der vierten Liga spielte. Im Dezember 2021 wechselte er nach Thailand, wo er einen Vertrag beim Erstligisten Chonburi FC in Chonburi unterschrieb. Nach 32 Erstligaspielen und zwei geschossenen Toren verkündete er im Mai 2023 seinen Abschied aus Chonburi. Im Juni 2023 unterschrieb er in Ratchaburi einen Vertrag beim ebenfalls in der ersten Liga spielenden Ratchaburi FC.

### Nationalmannschaft
Von 2016 bis 2018 absolvierte Bolkiah sechs Partien für die bruneiische A-Nationalmannschaft und erzielte dabei einen Treffer. Dieser fiel bei einer 3:4-Niederlage gegen Laos in der Qualifikationsrunde zur Südostasienmeisterschaft 2016.

## Persönliches
Faiq Bolkiah ist der Sohn von Jefri Bolkiah, dem Prinz von Brunei, und der Neffe von Hassanal Bolkiah, dem aktuellen Sultan von Brunei. Er besitzt sowohl die Staatsbürgerschaft der USA sowie die Bruneis. Sein Vermögen wird auf 15 Milliarden US-Dollar geschätzt.